# Fausto Paravidino
Fausto Paravidino (Genova, 15 giugno 1976) è un drammaturgo, attore e regista italiano.

## Biografia
Cresciuto in un piccolo centro della provincia di Alessandria, Rocca Grimalda, inizia a lavorare in teatro già dal 1990 preparando il saggio di fine anno al corso di recitazione tenuto presso l'Associazione Culturale La Soffitta di Ovada.
Nel 1995 torna a Genova, dove inizia a frequentare la scuola di recitazione del Teatro Stabile, che abbandona l'anno successivo per spostarsi a Roma dove scrive Trinciapollo, la sua prima commedia, di cui nel 1999 firmerà anche la regia teatrale. Nel 1998, con la compagnia Gloriababbi Teatro, mette in scena Gabriele, scritto insieme a Giampiero Rappa, che vince la "3ª Rassegna della Drammaturgia Emergente".
Nel 1998 scrive anche Due fratelli - tragedia da camera in 53 giorni, che vince il premio Pier Vittorio Tondelli nel 1999, e il premio Ubu come migliore novità italiana nel 2001.
Sono del 1999 anche le prime apparizioni al cinema in La via degli angeli, diretto da Pupi Avati e in Vuoti a perdere, regia di Massimo Costa. Scrive la sceneggiatura della fiction televisiva Caro domani che sarà diretta da Mariantonia Avati.
Nel 2004 il pubblico italiano voterà il suo testo teatrale Natura morta in un fosso come miglior testo permettendogli di vincere il Premio Gassman.
Nel 2005 con Iris Fusetti e Carlo Orlando scrive, interpreta e dirige Texas, prodotto da Fandango e presentato al Festival di Venezia (nomination per regista esordiente ai David di Donatello del 2006).
Nel 2007 recita nel film di Wilma Labate, Signorina Effe. Dal 2008 al 2010 interpreta il ruolo di Ranocchia nella serie tv Romanzo criminale - La serie, regia di Stefano Sollima, in onda su SKY Cinema. Nel 2009 riappare sulla stessa rete con la miniserie Moana, regia di Alfredo Peyretti, dedicata alla vita di Moana Pozzi, in cui interpreta il ruolo di Riccardo Schicchi.
Nel 2010 legge Ho servito il re d'Inghilterra di Bohumil Hrabal per la trasmissione "Ad alta voce" di Radio3.
Nel 2011 viene messa in scena a Taipei, in Taiwan l'opera tragica di Paravidino La Malattia della Famiglia M a cura del Dipartimento di Lingua Italiana dell'Università Fu-Jen.
Nell'estate del 2012 conduce su Raitre FIL - Felicità Interna Lorda, sulla felicità passata degli italiani, con immagini di archivio RAI.

## Libri
- Due fratelli. Tragedia da camera in 53 giorni, Bologna, CLUEB, 2000. ISBN 88-491-1598-9.
- Teatro, Milano, Ubulibri, 2002. ISBN 88-7748-225-7.

## Filmografia
- La via degli angeli, regia di Pupi Avati (1999)
- Vuoti a perdere, regia di Massimo Costa (1999)
- Il partigiano Johnny, regia di Guido Chiesa (2000)
- Tobia al caffè, regia di Gianfranco Mingozzi (2000)
- Francesco, regia di Michele Soavi - Miniserie TV (2002)
- Sono stati loro - 48 ore a Novi Ligure, regia di Guido Chiesa - Film TV (2003)
- Ultima pallottola, regia di Michele Soavi - Miniserie TV (2003)
- Lavorare con lentezza, regia di Guido Chiesa (2004)
- Texas, regia di Fausto Paravidino (2005)
- Cefalonia, regia di Riccardo Milani - Miniserie TV (2005)
- Crimini: Il covo di Teresa, regia di Stefano Sollima - Film TV (2006)
- Signorina Effe, regia di Wilma Labate (2007)
- Amore che vieni, amore che vai, regia di Daniele Costantini (2008)
- Moana , regia di Alfredo Peyretti - Miniserie TV - Cinema SKY 1 (2009)
- Romanzo criminale - La serie - serie TV (2008)
- Romanzo criminale 2 - serie TV (2010)